# Luidia herdmani
Luidia herdmani is een kamster uit de familie Luidiidae.
De wetenschappelijke naam van de soort werd in 1953 gepubliceerd door Ailsa McGown Clark.